# Convertible

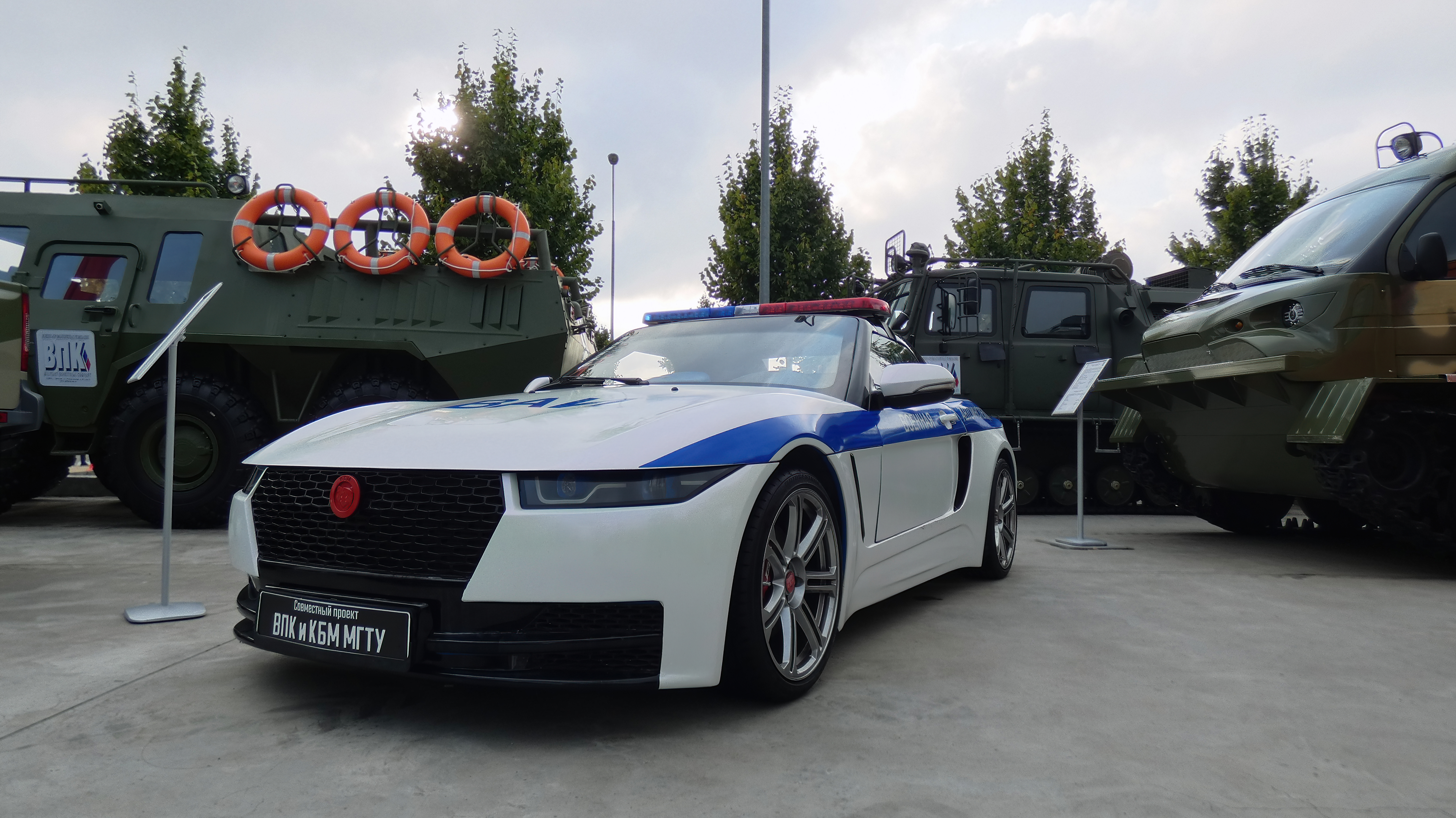
Roadster hecho por estudiantes presentado en la exposición "Army-2021".

Un automóvil convertible (denominado originalmente en inglés roadster, y también spider o spyder) es un vehículo abierto de dos asientos, en el que se ha enfatizado su apariencia o su carácter deportivo. Siendo inicialmente un término estadounidense para denominar un automóvil de dos asientos descubierto, el uso se ha extendido internacionalmente y ha evolucionado para incluir a los descapotables de dos asientos.
El roadster fue también una clase de coches de carreras del Campeonato del Auto Club de Estados Unidos (USAC), incluido en las 500 Millas de Indianápolis, en los años 1950 y 1960. Ésta fue reemplazada por los coches mid-engined.

## Etimología

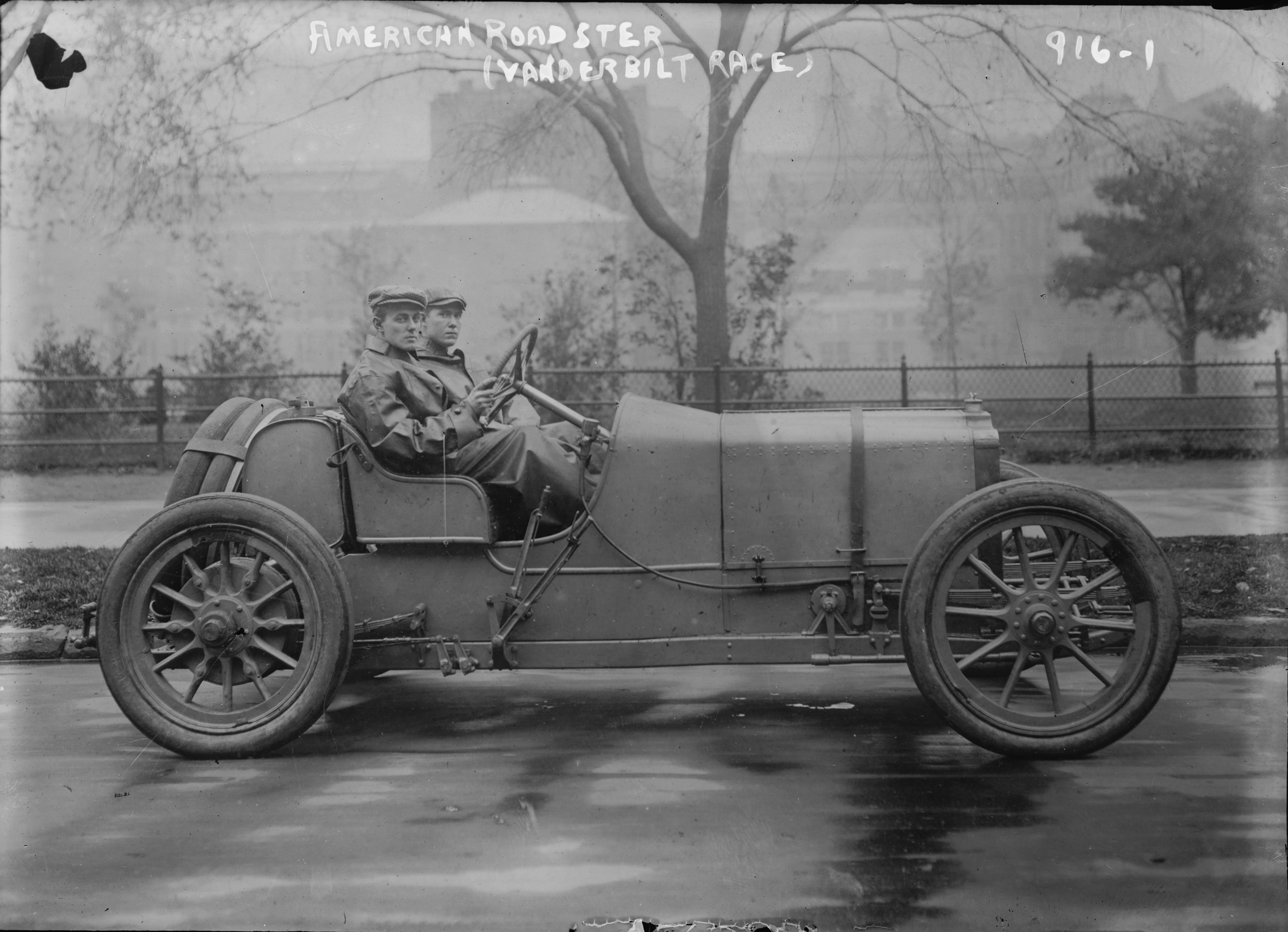
Antiguo convertible compitiendo en la Copa Vanderbilt.

El término roadster se originó en los Estados Unidos, donde se usó en el siglo XIX para denominar a un caballo adecuado para viajar. A finales del siglo XIX, la definición se había ampliado para incluir bicicletas y triciclos. En 1916, la Sociedad de Ingenieros de Automoción de los Estados Unidos definía un roadster como: "un automóvil abierto con capacidad para dos o tres personas. Puede tener asientos adicionales en el compartimento o en la cubierta trasera". Debido a que tenía una sola fila de asientos, el asiento principal para el conductor y el pasajero estaba generalmente más atrás en el chasis de lo que habría estado en un automóvil de turismo.: 258  Habitualmente tenían un panel de instrumentos cubierto con una visera.: 257 
En el Reino Unido, históricamente, los términos preferidos fueron "open two-seater" (dos asientos abierto) y "two-seat tourer" (descapotable de dos asientos). Desde la década de 1950, el término "roadster" también se ha usado cada vez más en el Reino Unido. Curiosamente, la variante opcional de cuatro asientos del Morgan Roadster no se consideraría técnicamente un roadster.
El equivalente italiano es "spider". Varios fabricantes han usado las palabras "spider" o "spyder" como nombre para sus modelos convertibles.

## Historia
Los primeros automóviles convertibles tenían solo carrocerías sencillas sin puertas, parabrisas u otra protección contra la intemperie. En la década de 1920 fueron equipados de manera similar a los turismos, con puertas, parabrisas, techos plegables simples y cortinas laterales.
Se ofrecieron carrocerías convertibles en automóviles de todos los tamaños y clases, desde modelos producidos en serie como el Ford T y el Austin 7 hasta vehículos extremadamente costosos, como el Cadillac V-16, el Duesenberg J y el Bugatti Royale.

Convertibles de los años 1920 a los 1950
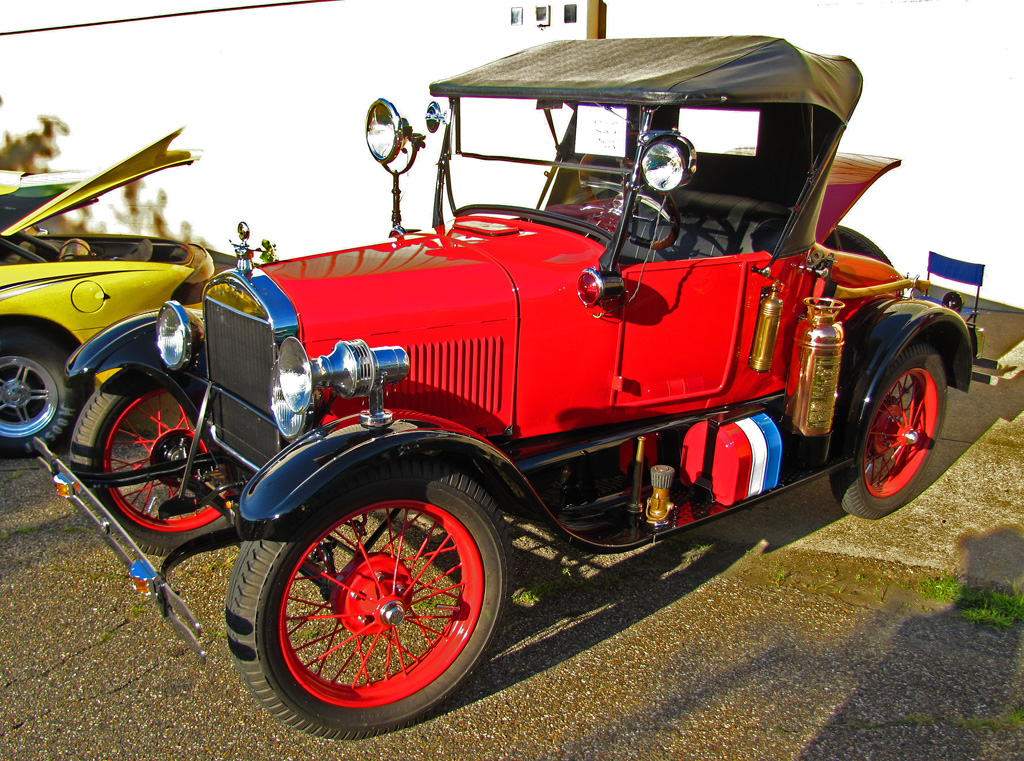
Ford T (1926)
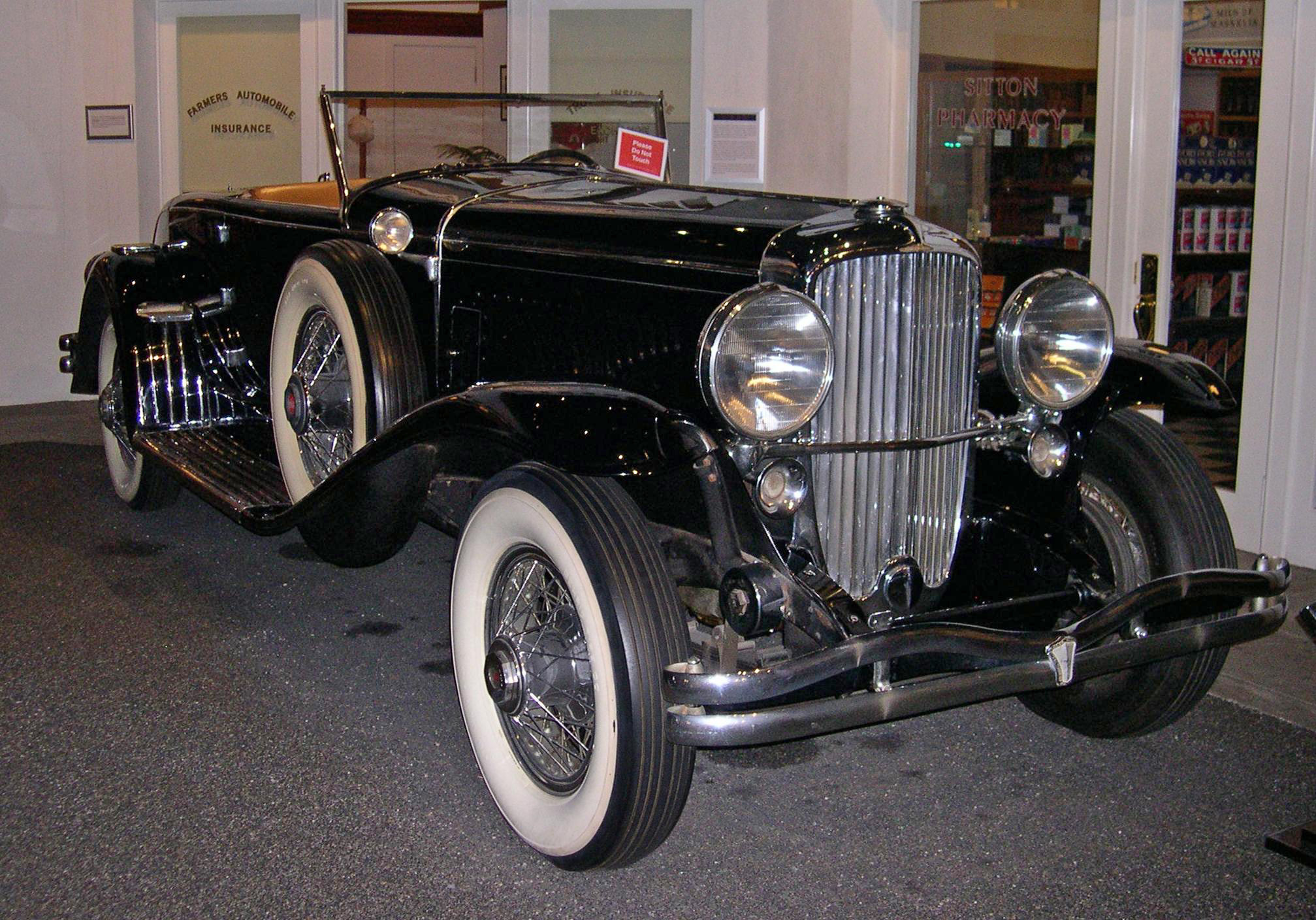
Duesenberg carrozado por J Murphy (1932)
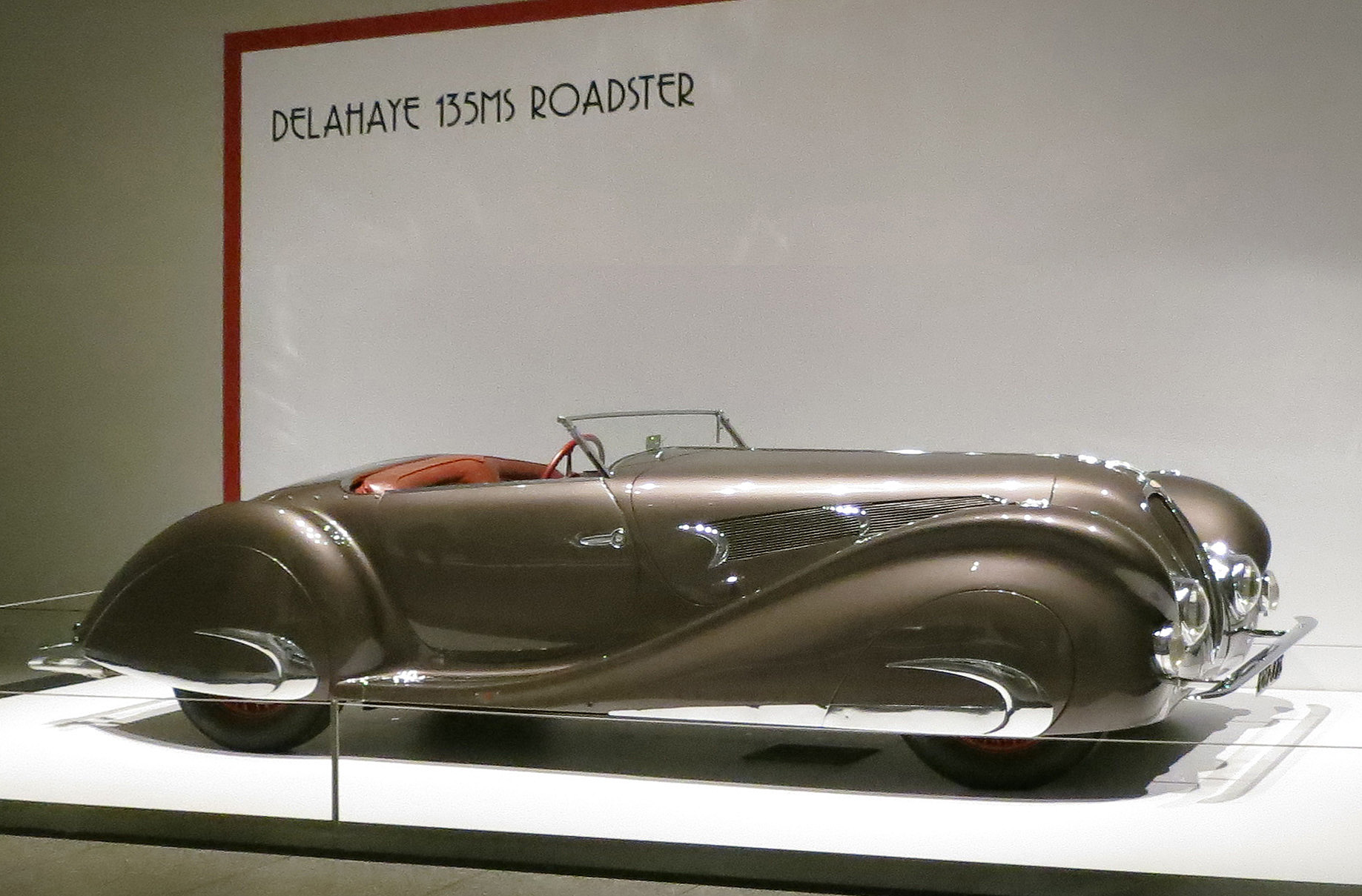
Delahaye 135MS (1937)
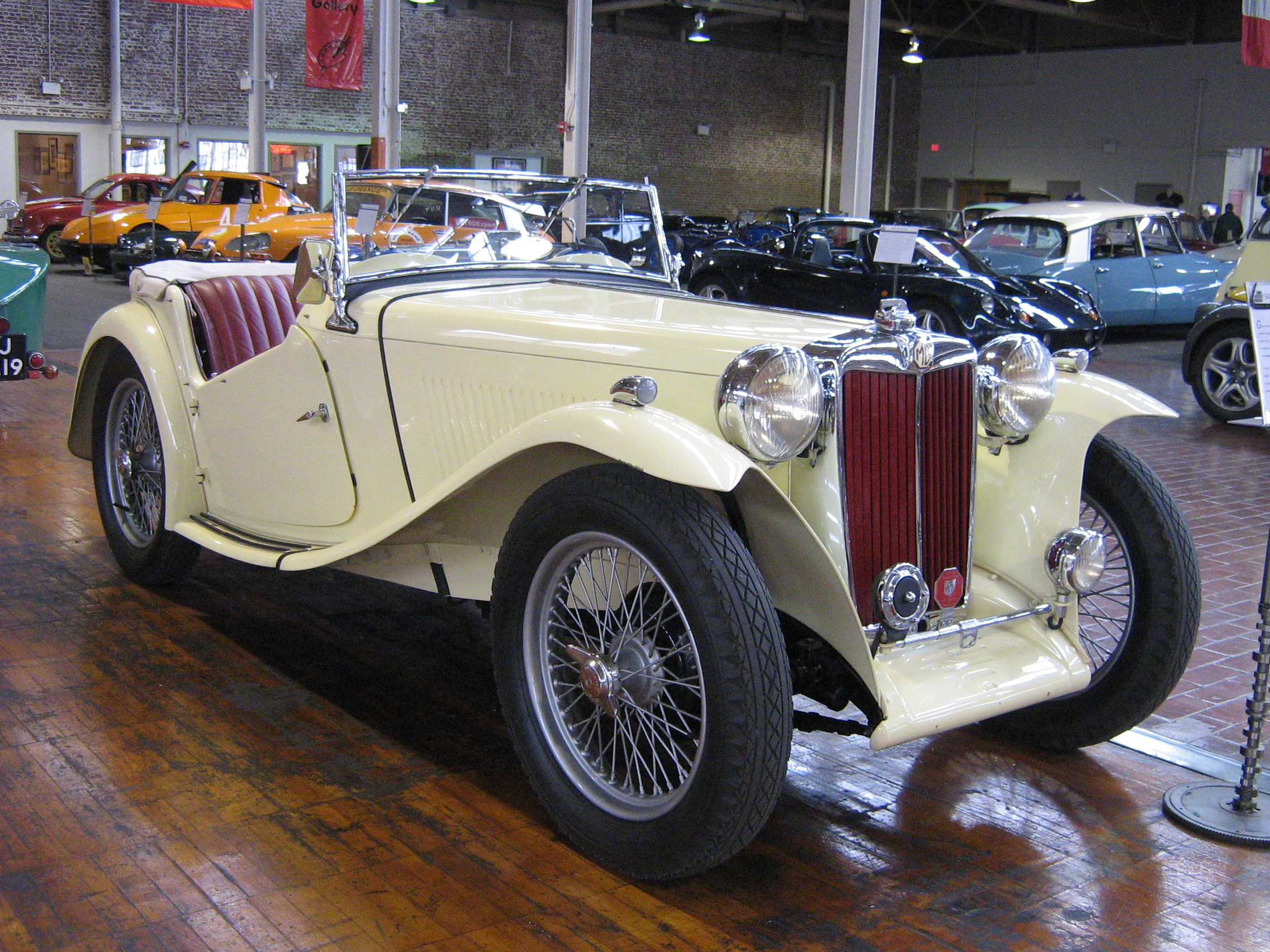
MG T-type (1949)
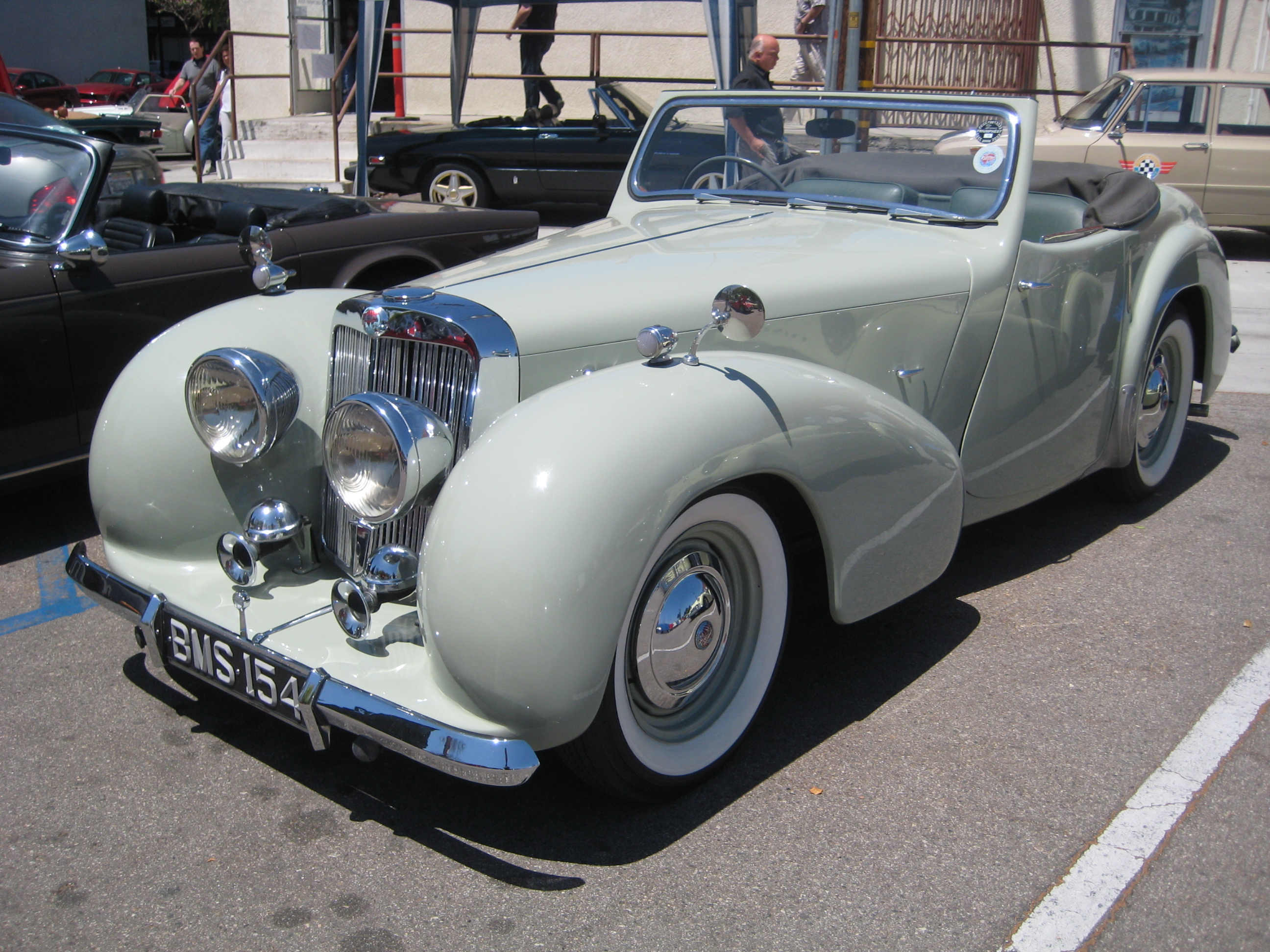
Triumph Roadster (1946)

En la década de 1970, el término "roadster" se podía aplicar a cualquier automóvil biplaza de apariencia o carácter deportivo. En respuesta a la demanda del mercado, se fabricaron convertibles muy bien equipados, incluyendo ventanillas laterales escamoteables hacia el interior de las puertas. Los modelos más populares de los años sesenta y setenta fueron el Alfa Romeo Spider, el MGB y el Triumph TR4.

Convertibles de los años 1950 a los 1980
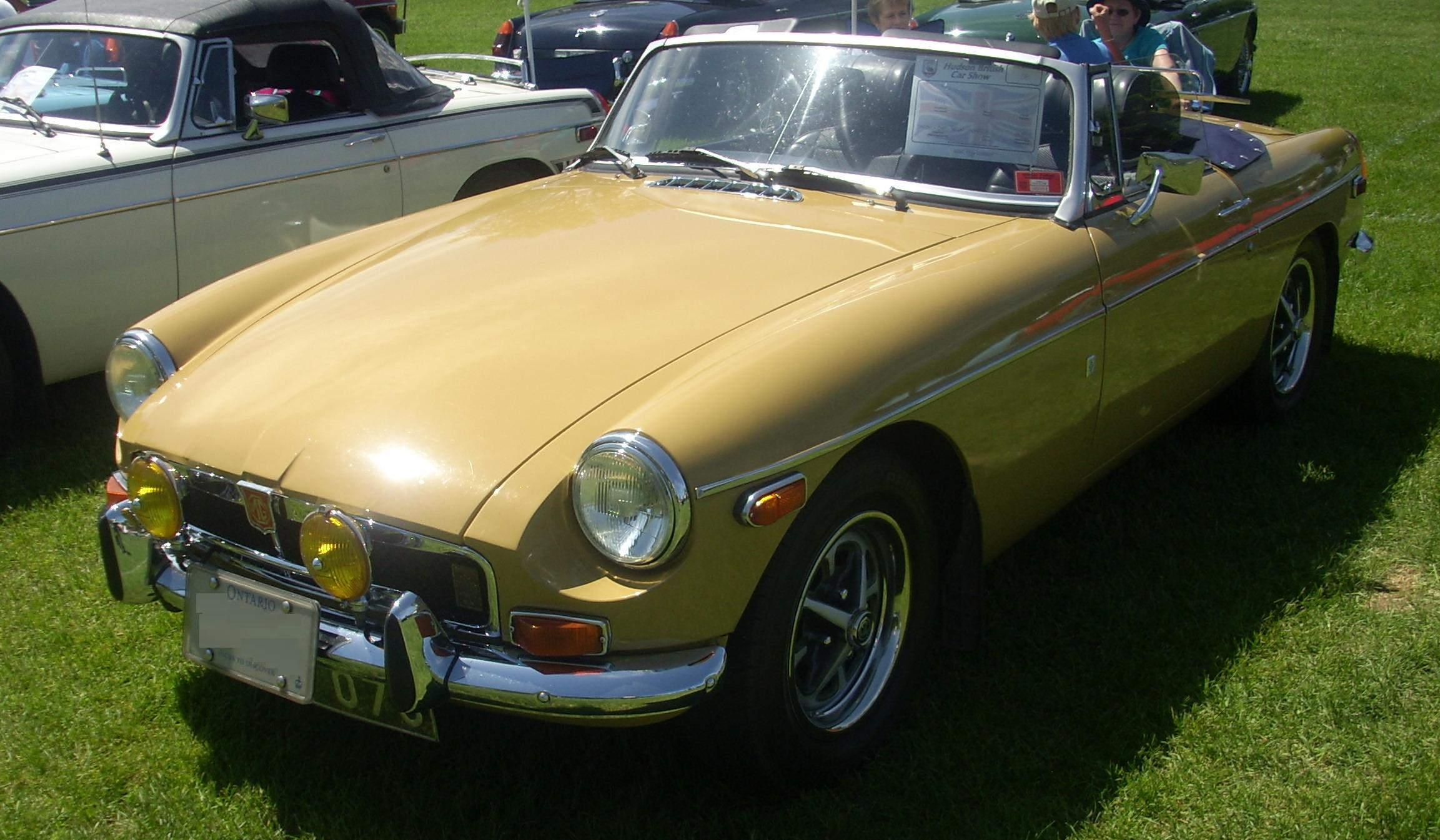
MGB (1973)
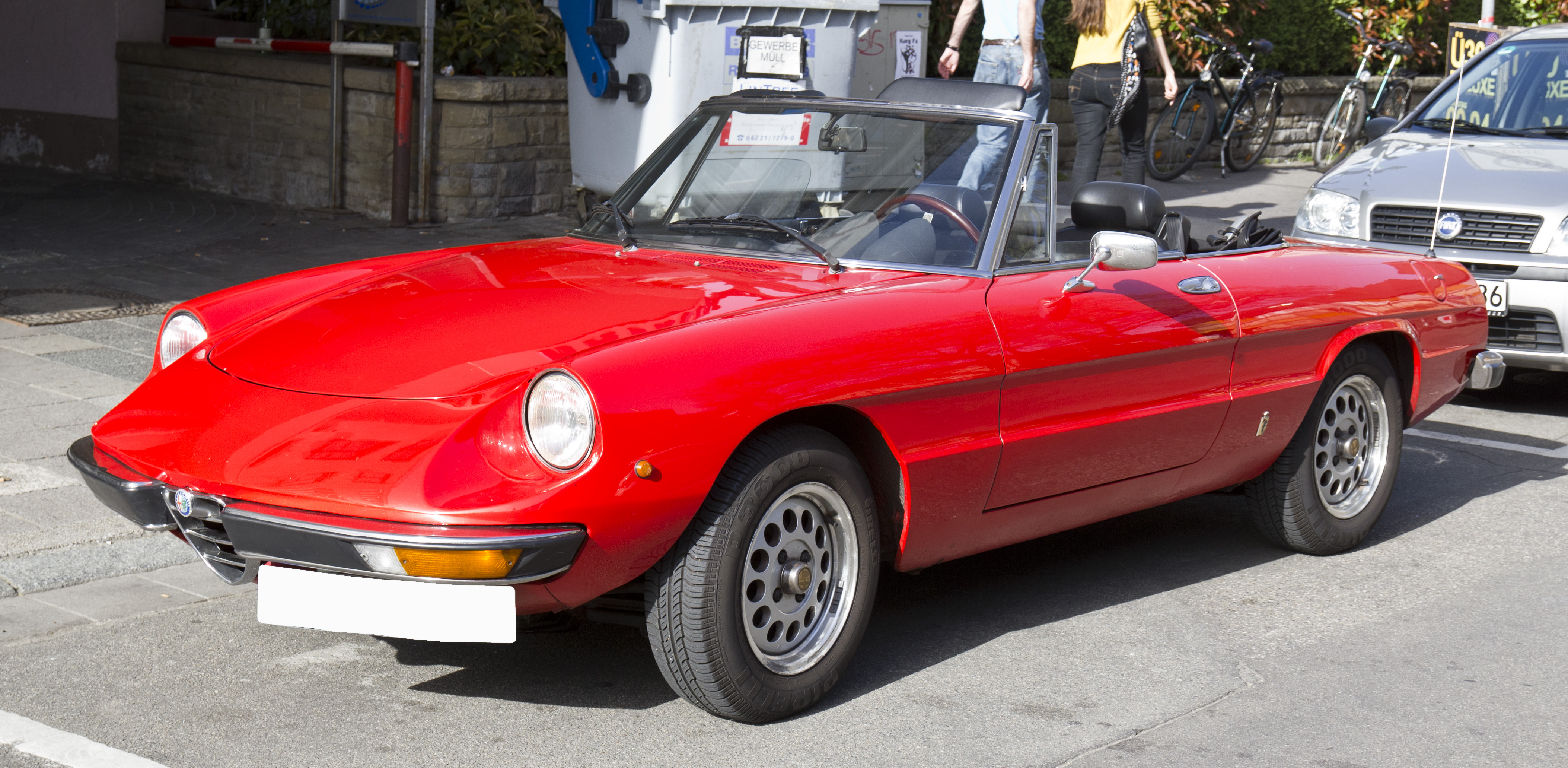
Alfa Romeo Spider (1966)
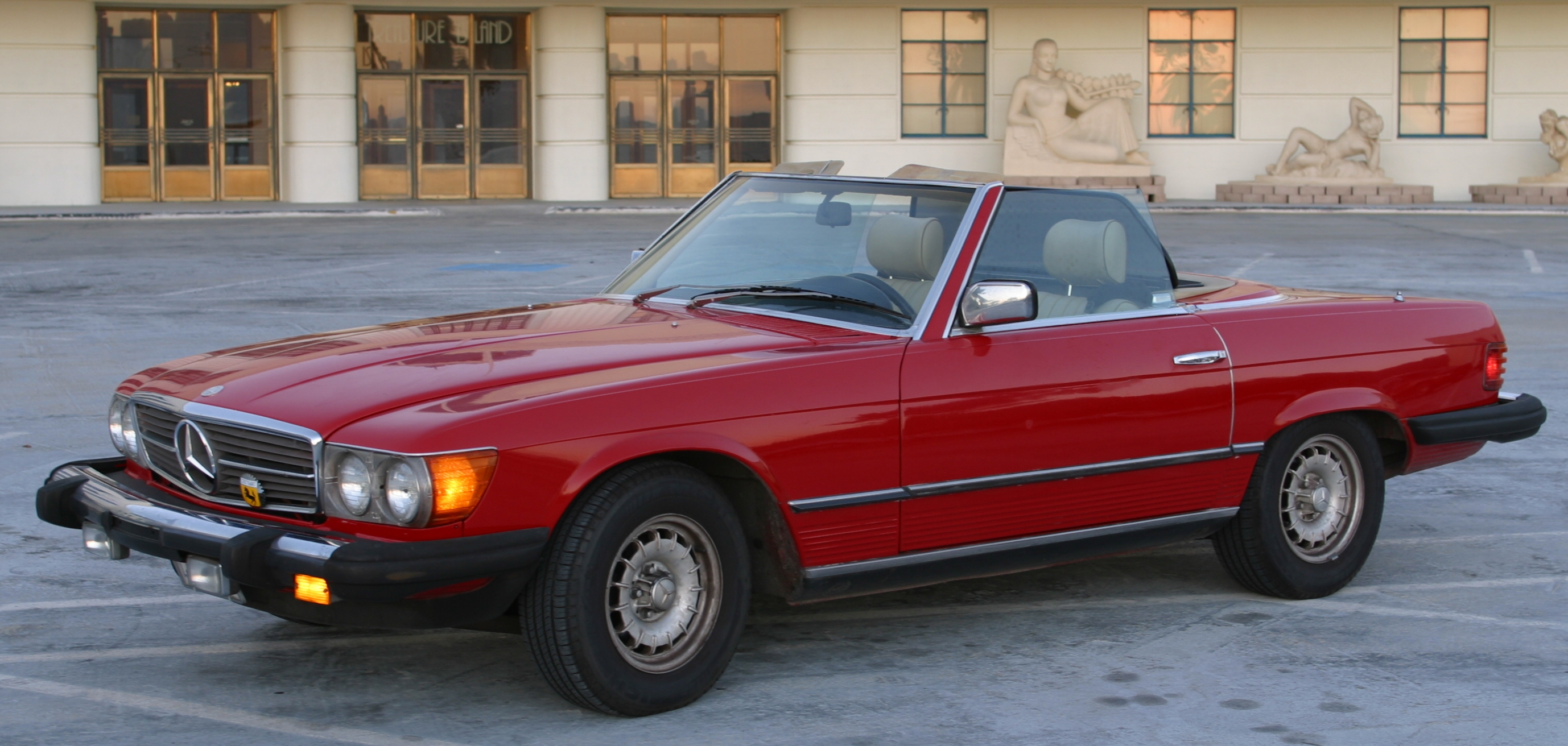
Mercedes-Benz 380SL (1983)
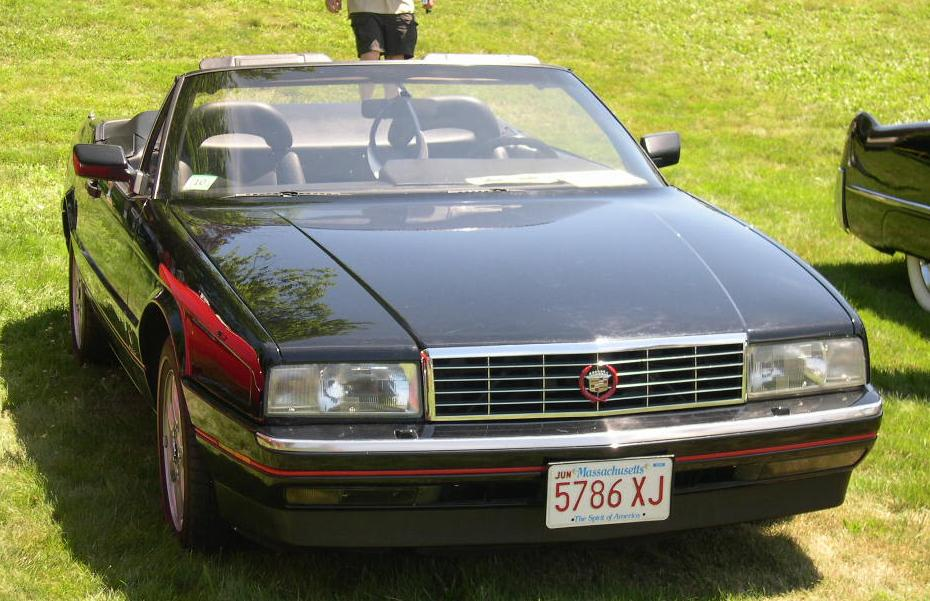
Cadillac Allanté (1987)

El convertible de mayor venta es el Mazda MX-5, que se lanzó al mercado en 1989. El primitivo estilo de convertible con una mínima protección contra la intemperie todavía está en producción, con ejemplos como el Morgan Roadster sin ventanas, o el Caterham Seven sin puertas o el Ariel Atom prácticamente sin carrocería.

Convertibles desde los años 1990
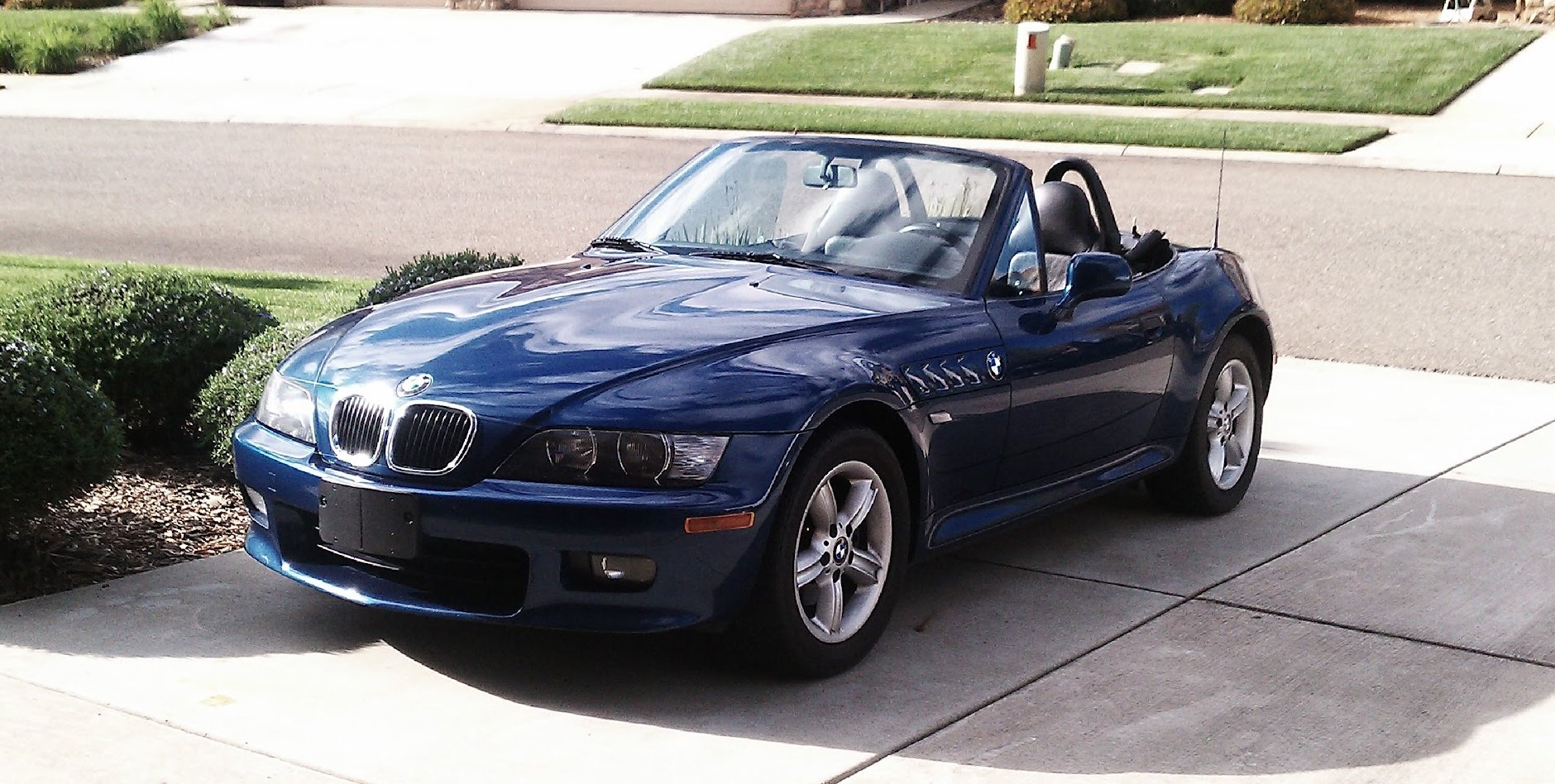
BMW Z3
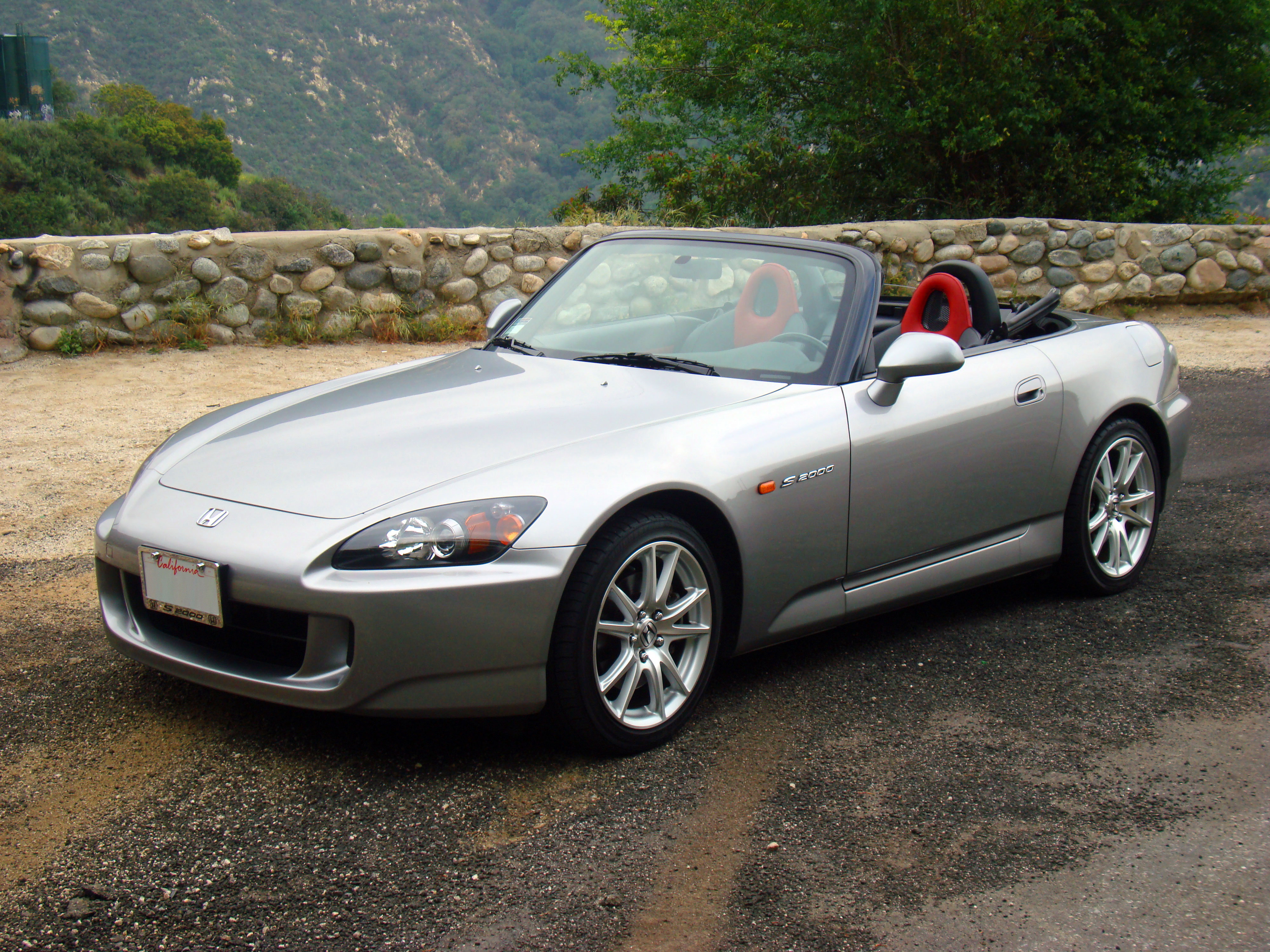
Honda S2000
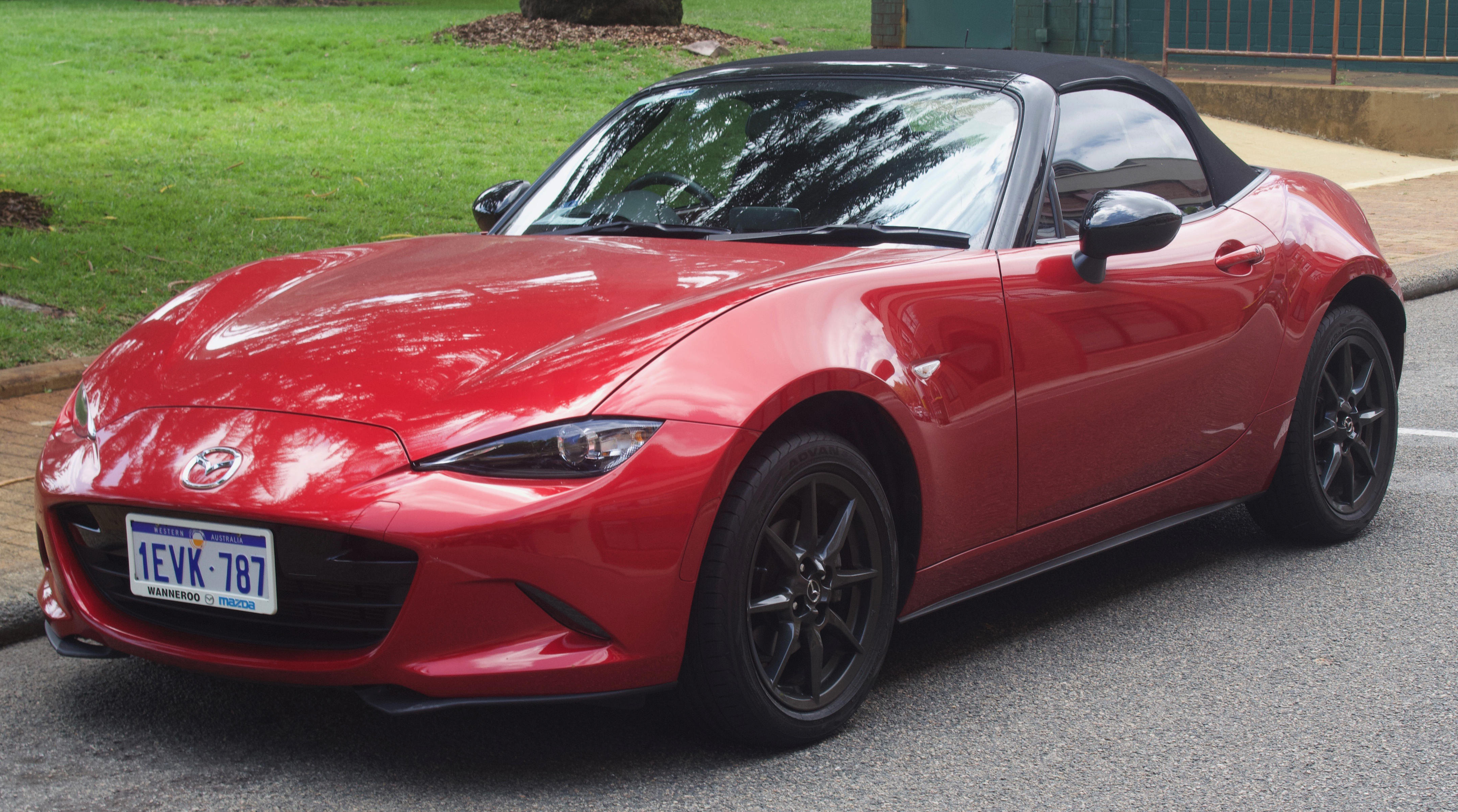
Mazda MX-5
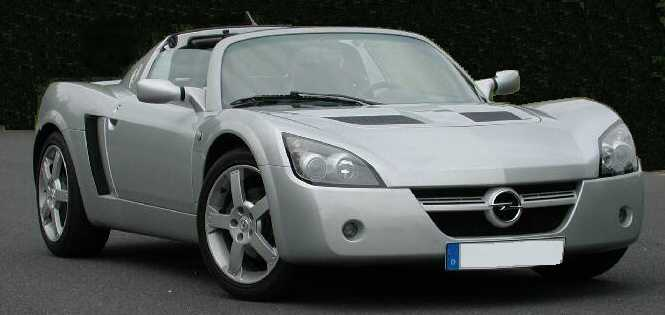
Opel Speedster

## Categoría de convertibles en la IndyCar

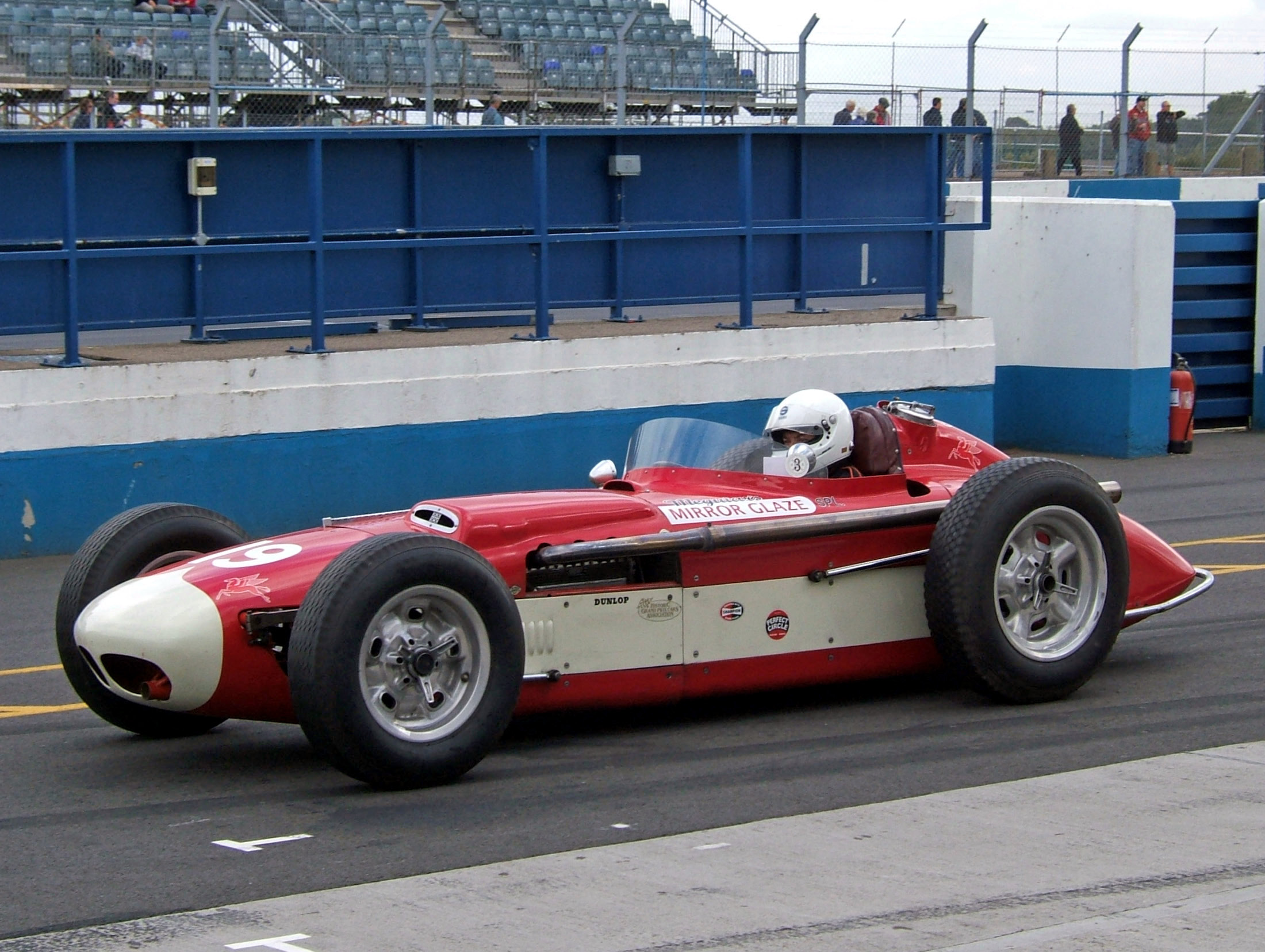
Convertible Kurtis Indy (1957)

El término "roadster" se usó para describir una clase de coches de carreras que compitieron en las series del Campeonato de Monoplazas de Estados Unidos (equivalente a la IndyCar de la época) desde 1952 hasta 1969. El motor y el eje de transmisión del convertible están desplazados hacia la línea central del automóvil. Esto permite que el conductor se siente más abajo en el chasis y facilita un desplazamiento de peso que es beneficioso en pistas ovaladas.
Frank Kurtis construyó el primer convertible de competición y lo inscribió en el Indianápolis 500 de 1952. Pilotado por Bill Vukovich, lideró la carrera durante la mayor parte de la prueba hasta que tuvo que retirarse por un problema en la dirección. El equipo de Howard Keck con Vukovich al volante ganó las ediciones de 1953 y 1954 con el mismo coche. Bob Sweikert ganó el Indianápolis 500 de 1955 en un Kurtis, después de que Vukovich resultara muerto en un accidente mientras lideraba la prueba. A. J. Watson, George Salih y Quinn Epperly fueron otros constructores de convertibles notables. Los vehículos construidos por Watson ganaron en 1956, 1959 - 1964, aunque los ganadores de 1961 y 1963 fueron realmente copias construidas a partir de diseños de Watson. El ganador de 1957 y 1958 fue el mismo automóvil fabricado por Salih con la ayuda de Epperly, construido con una colocación especial del motor con un montaje "tendido", de modo que los cilindros eran casi horizontales en lugar de verticales, como dictaba el diseño tradicional. Esto le daba un centro de gravedad ligeramente más bajo y un perfil más pegado a la calzada.
Los convertibles habían desaparecido de la competición a finales de la década de 1960, después de la introducción y posterior dominio de los coches con motor trasero. En 1965, Gordon Johncock llevó un Wienberger Homes Watson al quinto lugar final, que fue el último convertible clasificado entre los diez primeros y la última vez que un corredor finalizó la distancia completa de la carrera con uno de estos coches. El último roadster inscrito en la carrera fue construido y conducido por Jim Hurtubise en 1968, aunque tuvo que retirarse muy pronto. Hurtubise intentó correr con el mismo coche en 1969, pero mientras hacía su carrera de calificación a una muy buena velocidad, el motor falló en la última de las cuatro vueltas.